# ملعب مانويل رينا فيكتور
ملعب مانويل رينا فيكتور هو ملعب كرة قدم يقع في ولاية تشياباس المكسيكية . يسع الملعب لجلوس 23،208 متفرج . يعتبر الملعب الرسمي الذي يخوض فيه نادي تشياباس مبارياته . تم افتتاح الملعب في سنة 2003 .